# Dominik Marczuk
Dominik Marczuk (* 1. November 2003 in Międzyrzec Podlaski) ist ein polnischer Fußballspieler, der als rechter Außenstürmer spielt.

## Karriere

### Verein
Dominik Marczuk begann seine Karriere in verschiedenen Jugendmannschaften, unter anderem Huragan Międzyrzec Podlaski, Górnik Łęczna und Podlasie Biała Podlaska. Im Jahr 2019 wurde er in die erste Männermannschaft von Podlasie Biała Podlaska berufen und gab sein Debüt in der viertklassigen Polnischen Liga am 18. August 2019 gegen Wisłoka Dębica, dieses Spiel verlor man mit 1:4. Zu diesem Zeitpunkt war er 15 Jahre, 9 Monate 17 Tage alt.
Er wechselte am 12. August 2020 zu Stal Rzeszów, welche zu diesem Zeitpunkt in der drittklassigen Polnischen Liga spielten. Am 1. Spieltag, dem 29. August 2020 gab Dominik sein Debüt für Stal Rzeszów; beim 2:1-Erfolg gegen Górnik Polkowice kam er in der 89. Minute zum Einsatz. Zu diesem Zeitpunkt war er 16 Jahre, 9 Monate, 28 Tage alt. Nach drei Saisons und dem Aufstieg in die Fortuna 1 Liga (zweithöchste Spielklasse) verließ er Rzeszów.
In der Saison 2023/24 spielte er bei Jagiellonia Białystok in der Ekstraklasa. Im Sommer 2024 wechselte Marczuk in die MLS zu Real Salt Lake City.

### Nationalmannschaft
Marczuk bestritt 2021 zunächst fünf Spiele mit der polnischen U19-Nationalmannschaft und später bis 2023 vier weitere Partien mit der U20. Ab 2023 war er Teil der U21-Auswahl und nahm mit dieser an der U21-Europameisterschaft 2025 teil, bei der er mit dem Team in der Vorrunde ausschied.
Im November 2024 debütierte er in der polnischen A-Nationalmannschaft, als er bei der 5:1-Niederlage in der Nations-League-Begegnung gegen Portugal zur Halbzeit eingewechselt wurde und kurz vor Spielende auch sein erstes Länderspieltor erzielen konnte.

## Erfolge
Stal Rzeszów
- Aufstieg in die Fortuna 1 Liga Saison 2021/22